# 真田一球
真田 一球（さなだ いっきゅう）は、漫画『一球さん』及び『大甲子園』『ドカベン スーパースターズ編』に登場する架空の人物。『一球さん』の主人公。

## 人物
- 投手。右投右打。富士山の山麓で生まれ育つ。
- 父は真田幸村に仕えた忍者・真田一心の19代目の末裔である真田鉄心。能天気でほのぼのとした性格だが、いかなる場面にも動じない凄まじい精神力・集中力を持つ。苦手なものは「女っぽい男」。
- 足の速さと強肩、スタミナは世界レベル。打撃・守備・走塁の全てにおいて、考えられない超人的プレーを見せる。投じられたボールの縫い目が見えるほど驚異的な視力を誇り、打撃センスも一流。
- 様々な投手のフォームを使い分ける事が出来る。本来のフォームは『スーパースターズ編』で初登場し、一塁側を向いたセットポジションから手裏剣の如くボールを投げ付ける、というものだった。
- 固定ポジションがないほどの万能な選手。『大甲子園』では明訓高校相手に「影武者作戦」を展開した。自身は里中智の影武者のため、アンダースローで投球した。
- 高校時代からプロ入りした現在に至るまで、常に打者用のヘルメットを被って守備についている。試合以外でもヘルメットをつけていることがほとんどである。

## 経歴
- 10歳の時に実父を亡くし、その後丹波左文字に育てられる。
- 高校まで野球とは無縁の生活を富士山麓で送っていたが、巨人学園の名にふさわしい「巨（おお）きな少年」を捜し求めていた理事長から見出され入学。「野球」そのものを全く知らぬまま野球部に入り、試合中に野球を学んでいく。
- 事実上の監督に就任し、初出場した夏の甲子園初戦にて南波高校の藤村兄弟と対戦した。岩風五郎前監督に造反した既存の部員を外し、自らスカウトした野球と無縁の部員で編成し、完封勝利寸前まで追い詰めるも惜敗。
- 3年夏の甲子園での明訓高校との対戦では、チーム全員が明訓ナインになりきる作戦をとった。一球自身は里中になりきり、投手として試合に臨んで明訓打線を0点に抑えたものの、岩鬼の好走塁によってサヨナラ負けを喫した。
- その後、巨人学園の監督を務める。

### プロ時代
- 2005年、呉九郎と共に東北楽天ゴールデンイーグルスにドラフト8位で入団。開幕戦のスーパースターズ戦でいきなり「四番・投手」で先発し、楽天の初先発投手となる。初回岩鬼に先頭打者本塁打、6回には山田に同点3ランを被弾するも、2本塁打を放つなど忍者の末裔としての能力で投打に活躍。9回には160キロのストレートで山田を空振り三振に仕留め、8回2/3を4失点にまとめる。後続の土井垣将を岩隈久志が空振り三振に打ち取り、球団初勝利及び自身のプロ初勝利を掴み取った。
- 2006年に就任した野村克也監督により、巨人学園でも一度務めた捕手としての素質を見出される。2007年のスーパースターズ戦では、田中将大とバッテリーを組んだ。この試合では2本塁打を放ち、田中の勝利を呼び込んだ。
- 2009年のスーパースターズとの開幕戦では、1番・捕手として出場した。
- その後、再び投手中心の起用となる。星野仙一が監督に就任した2011年、対スーパースターズとの開幕戦で先発し、九郎とバッテリーを組む。
- 2012年、九郎と共に京都ウォーリアーズに移籍。星野監督の友情トレードとのこと。

## 背番号
- 9（高校時代）
- 10（高校時代）
- 1（高校時代）
- 01（2005年 - 2011年）
- 19（2012年‐）

## 担当声優
- 水島裕：アニメ版『一球さん』
- 松野太紀：『激闘プロ野球 水島新司オールスターズVSプロ野球』